# Віллоубі-Гіллс (Огайо)
Віллоубі-Гіллс (англ. Willoughby Hills) — місто (англ. city) в США, в окрузі Лейк штату Огайо. Населення — 10 019 осіб (2020).

## Географія
Віллоубі-Гіллс розташоване за координатами 41°35′5″ пн. ш. 81°25′57″ зх. д. / 41.58472° пн. ш. 81.43250° зх. д. (41.584739, -81.432551).  За даними Бюро перепису населення США в 2010 році місто мало площу 28,01 км², з яких 27,79 км² — суходіл та 0,22 км² — водойми.

## Демографія
Згідно з переписом 2010 року, у місті мешкало 9485 осіб у 4398 домогосподарствах у складі 2602 родин. Густота населення становила 339 осіб/км².  Було 4929 помешкань (176/км²).
Расовий склад населення:
| - 77,6 % — білих - 16,1 % — чорних або афроамериканців - 4,3 % — азіатів |

До двох чи більше рас належало 1,6 %. Частка іспаномовних становила 1,3 % від усіх жителів.
За віковим діапазоном населення розподілялося таким чином: 18,6 % — особи молодші 18 років, 63,3 % — особи у віці 18—64 років, 18,1 % — особи у віці 65 років та старші. Медіана віку мешканця становила 44,4 року. На 100 осіб жіночої статі у місті припадало 92,9 чоловіків;  на 100 жінок у віці від 18 років та старших — 91,0 чоловіків також старших 18 років.
Середній дохід на одне домашнє господарство  становив 75 995 доларів США (медіана — 57 168), а середній дохід на одну сім'ю — 95 256 доларів (медіана — 72 334). Медіана доходів становила 63 228 доларів для чоловіків та 38 025 доларів для жінок. За межею бідності перебувало 7,8 % осіб, у тому числі 13,3 % дітей у віці до 18 років та 8,7 % осіб у віці 65 років та старших.
Цивільне працевлаштоване населення становило 5075 осіб. Основні галузі зайнятості: освіта, охорона здоров'я та соціальна допомога — 23,3 %, виробництво — 17,0 %, роздрібна торгівля — 10,8 %, фінанси, страхування та нерухомість — 9,2 %.